# 動画大陸
『動画大陸』（どうがたいりく）は、スターチャイルド（キングレコードのアニメ関連レーベル）の関連作品群を放送していたテレビアニメ放送枠の名称である。2002年11月から2003年5月までと、2003年10月から2004年3月までの2度にわたって編成された。

## 概要
同枠は『アニメコンプレックスNIGHT』枠と同様に、独立UHF局を中心に放送されるいわゆるUHFアニメ2本を30分枠内に収めて放送していた。
しかしながら、放送作品群は必ずしも15分枠での放送を想定して制作されていたわけではないという点で『アニメコンプレックスNIGHT』枠と大きく異なっていた。というのは、放送作品4本のうち、『プリンセスチュチュ 雛の章』と『BPS バトルプログラマーシラセ』は元々は30分枠での放送を前提に制作されていたためである。そのため、この両作品については1つのエピソード（30分枠での1話分）を複数に分割し、15分枠に収めるという手法を採っていた。

## 放送作品

### 第1期（2002年11月 - 2003年5月）
- 奇鋼仙女ロウラン
- プリンセスチュチュ 雛の章

### 第2期（2003年10月 - 2004年3月）
- 瓶詰妖精
- BPS バトルプログラマーシラセ

第2期は2003年10月から12月までが本放送で、2004年1月以降は再放送。本放送では第1期と同様に2作品共存放送の方式を採っていたが、再放送においては1作品を30分フルで個別放送する方式を採っていた。ゆえに、元々15分枠での放送を想定して制作されていた『瓶詰妖精』は、再放送においては端数になる第13話（最終回）が放送されなかった。

## 放送局
| 放送対象地域 | 放送局             | 放送区分       | 放送日時                                                            |
| ------------ | ------------------ | -------------- | ------------------------------------------------------------------- |
| 日本全国     | キッズステーション | CSチャンネル   | （第1期）金曜 20:30 - 21:00分、土曜 12:30 - 13:00分 （第2期）未編成 |
| 埼玉県       | テレビ埼玉         | 独立UHF局      | （第1期）土曜 11:30 - 12:00分 （第2期）月曜 0:50 - 1:20             |
| 神奈川県     | テレビ神奈川       | 独立UHF局      | （第1期）土曜 10:30 - 11:00 （第2期）土曜 23:45 - 日曜 0:15         |
| 京都府       | KBS京都            | 独立UHF局      | （第1期）土曜 08:00 - 08:30 （第2期）火曜 1:25 - 1:55               |
| 兵庫県       | サンテレビ         | 独立UHF局      | （第1期）金曜 07:30 - 08:00 （第2期）未編成                         |
| 中京広域圏   | 名古屋テレビ       | テレビ朝日系列 | （第1期）未編成 （第2期）土曜 2:22 - 2:52                           |
| 広島県       | テレビ新広島       | フジテレビ系列 | （第1期）未編成 （第2期）土曜 1:45 - 2:15                           |

## 参考資料
いずれもインターネットアーカイブのウェイバックマシンが当時の公式サイトから取得したデータ。
- スターチャイルド公式サイト内 奇鋼仙女ロウラン紹介ページ
- プリンセスチュチュ公式サイト内 OA Information
- スターチャイルド公式サイト内 瓶詰妖精紹介ページ
- スターチャイルド公式サイト内 バトルプログラマーシラセ紹介ページ
- 2004年1月当時のキッズステーション公式サイト内の番組表
- 2004年2月当時のキッズステーション公式サイト内の番組表